# Derecho ambiental en el Perú

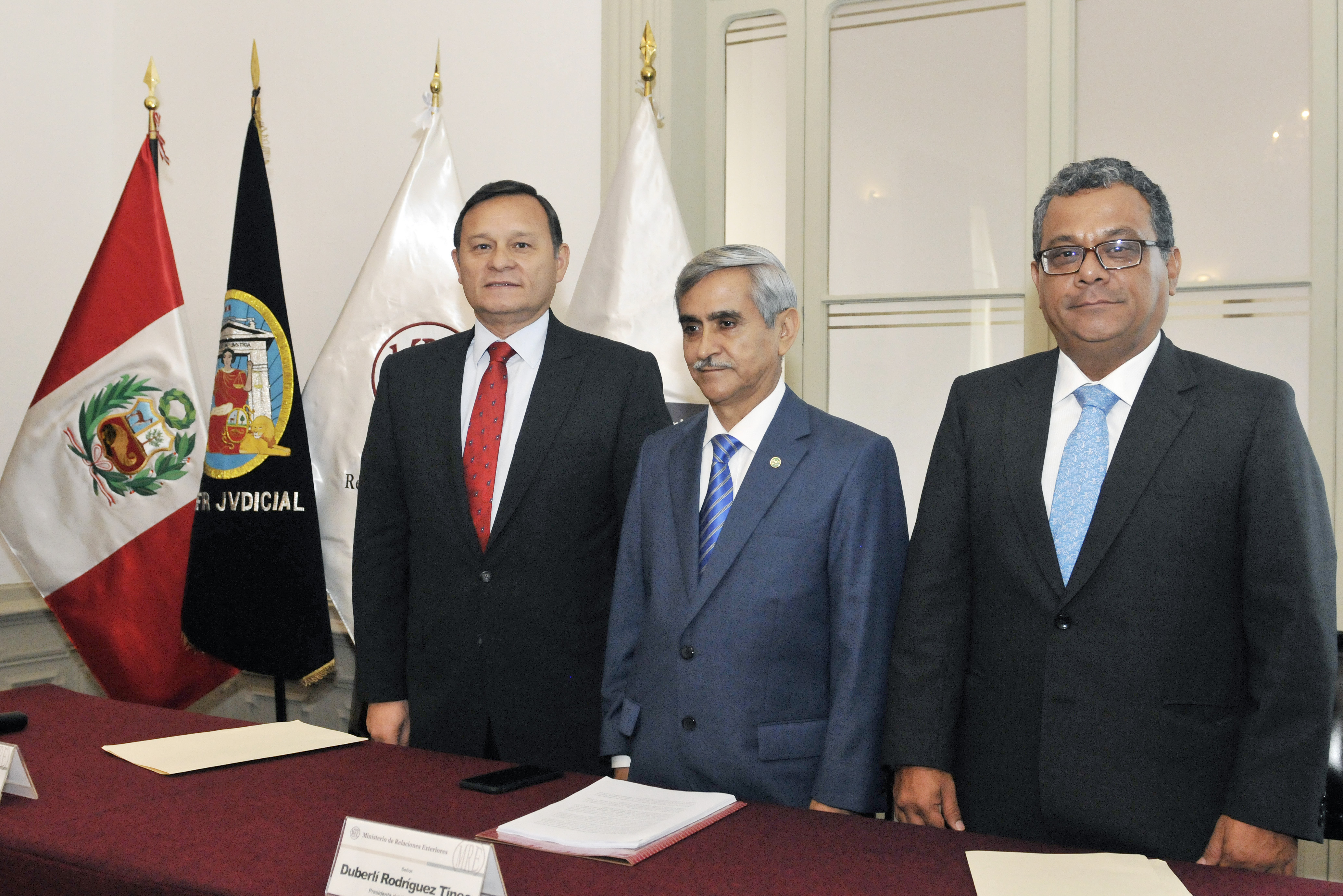
El Viceministro de Relaciones Exteriores, Embajador Néstor Popolizio junto al Presidente del Poder Judicial, Duberlí Rodríguez y el Viceministro de Gestión Ambiental, Marcos Alegre en el "Seminario sobre Derecho de Acceso a la Justicia Ambiental" en el marco de La Declaración de Rio. 8 de marzo, 2017.

El derecho ambiental en Perú se viene desarrollando desde hace más de dos décadas. Una corta lista de especialistas en ramas relacionadas del derecho fueron aquellos que dieron los primeros pasos en el Perú.
El Derecho Ambiental aparece como una nueva visión jurídica con autonomía propia. Es una rama horizontal del ordenamiento en formación con características y principios propios.
El Derecho ambiental en Perú se origina en el Derecho Civil. La Constitución de 1993 reconoce el derecho fundamental de la persona a gozar de un ambiente equilibrado y adecuado al desarrollo su vida (Artículo 2 inciso 22). Esto se complementa con la Ley general del ambiente (Ley 28611) que precisa que es un derecho y un deber fundamental.
De igual manera, la regulación ambiental peruana presenta las herramientas jurídicas necesarias para interponer acciones legales con el fin de requerir la reparación de daños ambientales; dentro de las que se encuentran los procesos de naturaleza civil (en caso de daños ambientales a colectivos determinados se regirá por las disposiciones comunes sobre responsabilidad extracontractual del Código Civil aprobado por Decreto Legislativo n.º 295; mientras que en el caso de daños ambientales "puros" como daño a colectivos indeterminados, se puede realizar la defensa de un interés difuso conforme al artículo 82 de la norma antes mencionada) procesos de naturaleza constitucional (por medio de acciones de amparo, las cuales proceden en defensa del derecho a gozar de un medio ambiente equilibrado y adecuado para la vida, conforme al numeral 23 del artículo 37 de la Ley n.º 28237, Código Procesal Constitucional), procesos de naturaleza penal (por medio de las acciones penales frente a delitos ambientales) y procesos de naturaleza administrativa (en el marco de los procedimientos administrativos sancionadores que impulsan las entidades de fiscalización ambiental en el Perú, dentro de las que destacan en Organismo de Evaluación y Fiscalización Ambiental - OEFA).
Dos ámbitos generales han sido siempre incluidos al interior del Derecho Ambiental. Uno orientado a los problemas de contaminación ambiental y de deterioro de las condiciones del medio, y otro orientado a la conservación de los recursos naturales, de tal forma que se asegure el aprovechamiento sostenible de dichos recursos.
Autores como Antonio Andaluz y Walter Valdez en su organización Proterra, fueron de los primeros en trabajar el tema en el Perú. Posteriormente el establecimiento de la Sociedad Peruana de Derecho Ambiental (SPDA) de la mano de Jorge Caillaux dieron el impulso final para el desarrollo de esta rama del derecho.
Existe una sociedad que trabaja con Alerta Ambiental que es una herramienta que facilita el acceso a justicia ambiental a los distintos usuarios del bosque afectados por actividades ilegales en la región Madre de Dios. En la misma línea, la SPDA ha implementado desde 2010 el Consultorio Jurídico Gratuito en favor de la justicia ambiental, en las regiones de Loreto, Madre de Dios y Piura.
Actualmente en el Derecho Penal Peruano, no se encuentra ningún recluido por delitos de daño ambiental, lo que conlleva a que su mención en el Código Penal esta con el fin de llenar lagunas del derecho.

## Descripción de Derecho ambiental Peruano
Se entiende por derecho ambiental al conjunto de normas y reglas estipuladas en la constitución política peruana con el fin de regular las conductas del ser humano con respecto al medio, de tal manera que se logre un equilibrio entre el ser humano y el ambiente. Estas son aplicadas a todos los sectores en las que interfiere el ser humano directa e indirectamente con el ambiente y sus ecosistemas, como las industrias que están establecidas en el territorio. El Derecho ambiental peruano busca en su ente regulador asegurar que haya estándares ambientales sostenibles, de tal manera que los recursos naturales sean aprovechados de acuerdo a las necesidades y que estas no sean exterminadas en su totalidad, buscando la seguridad de los seres vivos y su subsistencia como especie.

## Surgimiento del Derecho ambiental
Se origina en el Derecho Civil, responsabilidad civil por el daño causado.
Busca dar respuesta a los crecientes problemas ambientales que enfrenta el mundo y que se incrementaron en las décadas del 60 – 70.
Estocolmo 1972: Conferencia de las Naciones Unidas sobre el Medio Ambiente Humano.
En 1987 se aprueba el Informe de la Comisión Bruntland que acuña el concepto de desarrollo sostenible en el Informe denominado "Nuestro Futuro Común".
De derecho humano de tercera generación (OEA) a derecho humano fundamental.

### Desarrollo Sostenible
"Aquél desarrollo orientado a satisfacer las necesidades de las actuales generaciones sin desmedro de satisfacer las necesidades de las futuras generaciones". (Informe Bruntland 1987)

## Sistema Jurídico Ambiental Peruano
- Constitución Política del Perú de 1993
- Ley General del Ambiente (Ley 28611)[9]
- Ley Orgánica para el aprovechamiento sostenible de los recursos naturales (Ley 26821)[10]
- Leyes sectoriales con autoridades que otorgan derechos sobre los recursos naturales y de protección ambiental que aplican los instrumentos de gestión ambiental.

## El ámbito del Derecho Ambiental
Dos ámbitos generales han sido siempre incluidos al interior del Derecho Ambiental. Uno orientado a los problemas de contaminación ambiental y de deterioro de las condiciones del medio, y otro orientado a la conservación de los recursos naturales, de tal forma que se asegure el aprovechamiento sostenible de dichos recursos.
Se habla por lo tanto de protección ambiental y conservación de los recursos naturales. Aunque es posible diferenciar ambas áreas (cosa que también ocurre en la economía ambiental), los principios y objetivos se encuentran estrechamente entrelazados. Lo que se requiere sin duda es asegurar que las condiciones del ambiente en el cual se desarrolla la vida humana reúnan las condiciones para proteger la salud de las personas y la propia viabilidad de los ecosistemas en el mediano y largo plazo. En consonancia con lo expuesto, la Ley General del Ambiente (Ley n.º 28611) recoge estos principios y establece como ámbito de aplicación de dicha norma las dos materias anteriormente señaladas.

## Objetivos
- Consagrar y definir el contenido jurídico del derecho a un ambiente adecuado para vivir.
- Definir qué acciones o relaciones son consideradas (jurídicamente) como generadoras de impactos negativos significativos sobre el derecho a un ambiente adecuado y que requieren de la regulación legal del Estado.
- Instituir y desarrollar los instrumentos jurídicos que permitirán alcanzar los objetivos de desempeño ambiental establecidos, incluyendo las sanciones jurídicas frente a las acciones u omisiones que los distintos actores (públicos y privados) tomen.[11]

## Desarrollo en el Perú
Profesionales provenientes del Derecho agrario, Derecho forestal o hasta del Derecho municipal a raíz de su propia experiencia y del nuevo contexto internacional imperante desde la suscripción de los primeros Tratados Internacionales como la Convención de San Francisco sobre Áreas Naturales Protegidas, o posteriormente la publicación del Informe Brundtland, entre otros, impulsaron el desarrollo a nivel peruano.

### Inicio
Autores como Antonio Andaluz y Walter Valdez en su organización PROTERRA, fueron de los primeros en trabajar el tema en el Perú.
Posteriormente el establecimiento de la Sociedad Peruana de Derecho Ambiental de la mano de Jorge Caillaux dieron el impulso final para el desarrollo de esta rama del derecho.

### Ámbito universitario
Paralelamente las iniciativas académicas impulsaron la formación de diversos grupos de trabajo o de estudio a nivel universitario; destaca entre estos grupos el Equipo de Derecho Ambiental del Taller de Derecho de la Facultad de Derecho de la Pontificia Universidad Católica del Perú, el Taller de Derecho Ambiental (TDA) de la Universidad Nacional Mayor de San Marcos y el Núcleo de Investigación de Derecho Ambiental (NIDA) de la Facultad de Derecho de la Universidad Nacional Federico Villarreal.

### Actualidad
Actualmente existe una variedad de especialistas en la materia, destacando entre ellos los abogados Jorge Caillaux Zazzali, Jose Luis Capella Vargas, Pedro Solano de la Sociedad Peruana de Derecho Ambiental; Pierre Foy Valencia, Carlos Andaluz Westreicher, Iván Lanegra Quispe, Henry Caruatocto Sandoval, Handersson Casafranca y Cesar Gamboa en el lado académico; Hugo Che Piu, Alcides Chávarry Correa, Rasul Camborda, Diego San Martín Villaverde, Martha Inés Aldana Durán, Alonso Raúl Peña Cabrera Freyte, Daniel Irwin Yacolca Estares, Paulo César Delgado Neyra, Millitza Franciskovic Ingunza, entre otros a nivel de diversos organismos privados o estatales.
Actualmente nuevas organizaciones agrupan a una serie de especialistas del derecho ambiental en el Perú tales como Derecho, Ambiente y Recursos Naturales, Centro de Conservación, Investigación y Manejo de Áreas Naturales (CIMA), Libélula, ecoWaylla, entre otras.[cita requerida]
A pesar de este desarrollo, tan sólo una facultad de derecho en el Perú ofrece una especialización a nivel de pregrado en esta rama del derecho, como lo es la carrera de Derecho de la Universidad Científica del Sur (liderada por Oscar Súmar Albújar, Decano y Diego San Martín Villaverde, Director Académico). Lamentablemente, no hay en curso una maestría en derecho ambiental o de doctorado en la materia.
En el Perú se ha consagrado la protección ambiental en el nivel más alto en el ordenamiento jurídico al incluir su regulación en las cartas políticas de manera expresa , así comprobado en la Constitución Política del Perú.